# Yeren

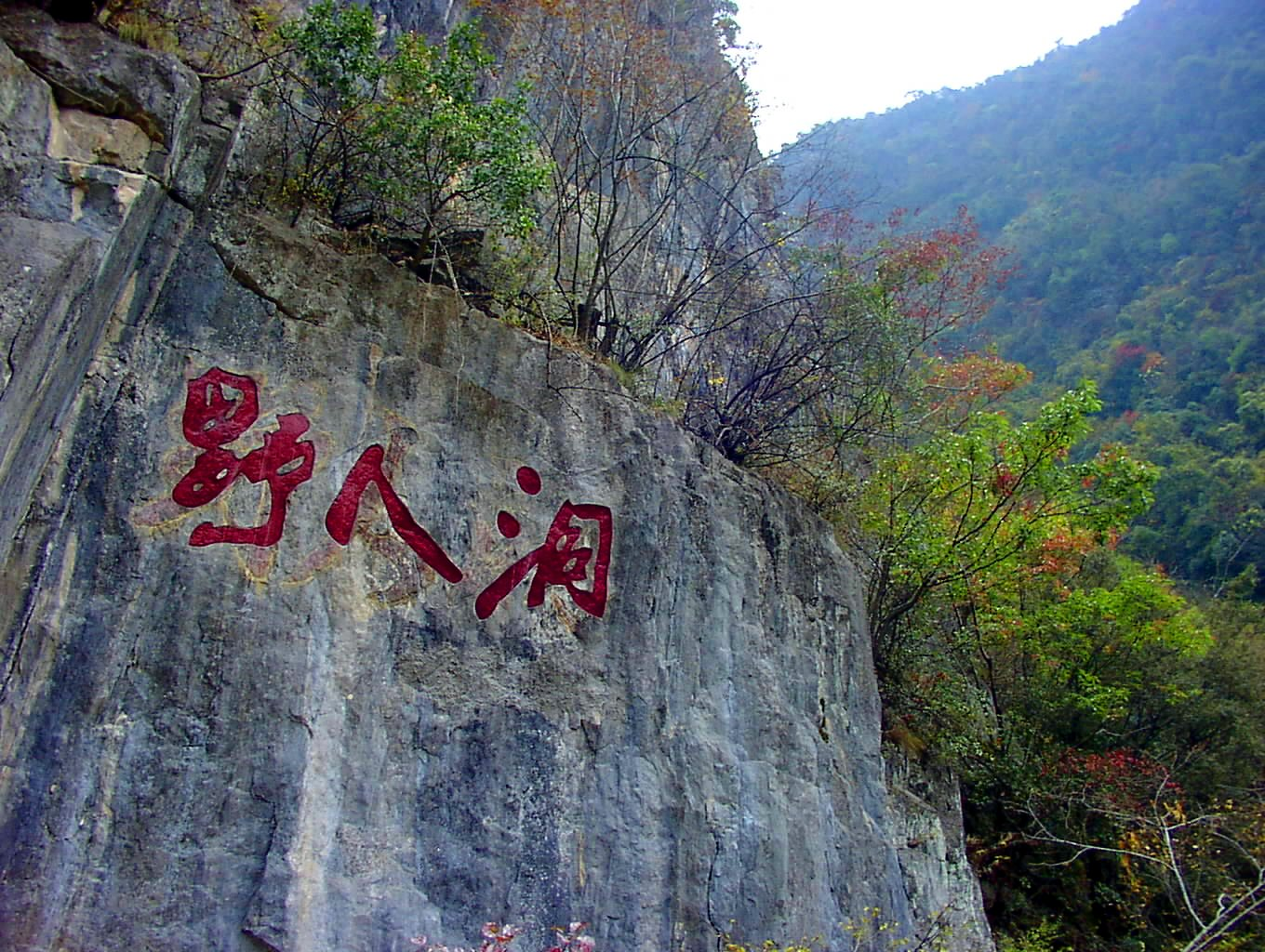
Warnender Schriftzug an einer angeblichen Yeren-Höhle in der chinesischen Provinz Hubei.

Der Yeren (chin. yěrén 野人;seltener auch Xueren, Yeh Ren, Yiren) ist ein sagenhafter Affenmensch, der die Bergwälder der Provinz Hubei, seltener auch andere Regionen Chinas bewohnen soll. Der Yeren ist ein Kryptid. Seine Existenz ist nicht belegt und wird als höchst zweifelhaft angesehen. Als mögliche Erklärung für den Yeren-Mythos werden unter anderem später verklärte Sichtungen des Goldstumpfnasenaffen herangezogen.
Sein Name lässt sich mit Wilder Mann aus dem Chinesischen übersetzen.

## Angebliche Erscheinung und Verhalten
Verschiedene Berichte geben unterschiedliche Auskunft über das angebliche Aussehen des Yeren. Immer wird er als großer, aufrecht gehender Menschenaffe mit langen, herabhängenden Armen beschrieben. Yeren sollen den meisten Berichten zufolge stehend eine Höhe von zwei Meter erreichen. Vereinzelt findet man jedoch auch Angaben, wonach das Wesen deutlich größer, bis annähernd drei Meter, oder wesentlich kleiner, knapp einen Meter groß, sein soll.
Mit Ausnahme der Augen- und Nasenpartie des Gesichts soll der Yeren am ganzen Körper ein dichtes Fell besitzen. Die Fellfarbe wird zumeist als rot, seltener als braun oder auch gräulich angegeben. Das Gesicht des Yeren wird häufig als menschenähnlich beschrieben. Seine Ohren sollen groß sein; seine Stirn wird als höher als bei anderen Menschenaffen beschrieben.
In seinem Erscheinungsbild gleicht der Yeren daher maßgeblich anderen legendären Affenmenschen wie dem Yeti, dem Bigfoot oder dem Yowie.
Yeren werden allgemein als dem Menschen gegenüber aggressiv beschrieben. Einigen Berichten zufolge soll der Yeren Menschen auch getötet und verzehrt haben. Sogar Entführungen und Vergewaltigungen von Frauen werden mit Yeren in Verbindung gebracht. Vereinzelt existieren Berichte über Mensch-Yeren-Hybriden, die auf diese Art entstanden sein sollen. Vergleichbare Berichte gibt es über den kaukasischen Alma, einen ebenfalls wissenschaftlich nicht belegten Affenmenschen. Allerdings gibt es auch Aussagen, nach denen sich der Yeren in Gegenwart des Menschen friedlich verhält.

## Berichte über Existenz und Erklärungsversuche

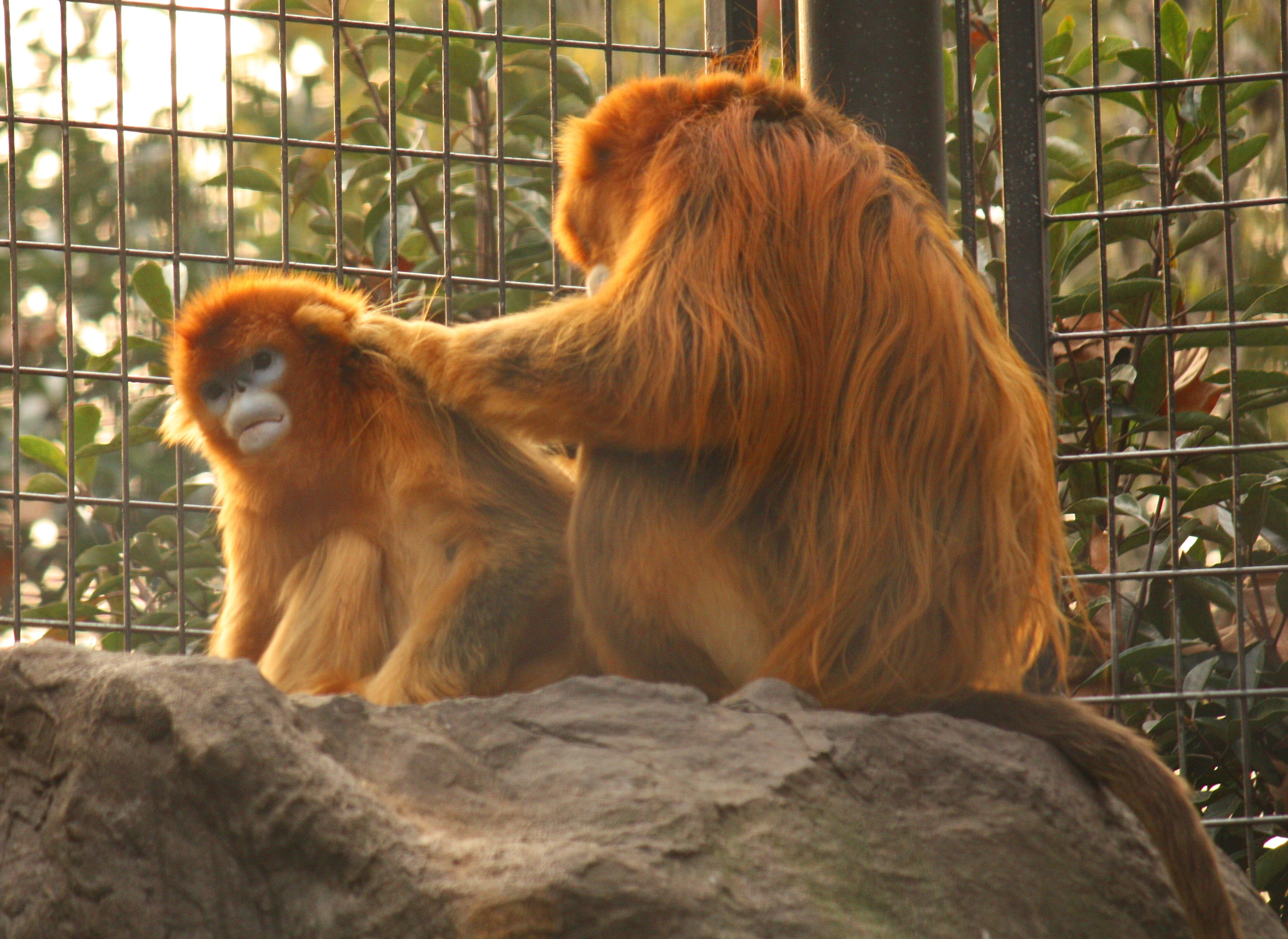
Die Goldstumpfnase (Rhinopithecus roxellana) zeigt rotes Fell, wie es auch der Yeren besitzen soll, und ist auch heute noch in der Provinz Hubei heimisch.

In der chinesischen Hubei-Provinz ist der Yeren seit über 2000 Jahren Bestandteil der Folklore. Beschreibungen affenartiger Wesen, die mit ihm in Verbindung gebracht wurden, finden sich bereits beim antiken chinesischen Schriftsteller Qu Yuan. Die ersten später als solche dokumentierten Sichtungen stellten sich in den 1940er Jahren ein. Keine dieser Sichtungen kann jedoch als wissenschaftlich reputabel angesehen werden.
Bestrebungen, die Existenz des Yeren zu beweisen, blieben wie auch bei anderen vermeintlichen Affenmenschen erfolglos. Nennenswert in diesem Zusammenhang sind mehr als 100 Teilnehmer umfassende Großexpeditionen, die in den Jahren 1976 und 1977 in Hubei stattfanden. Nachdem im Mai 1976 die Sichtung eines seltsamen Wesens mit rotem Fell in der Nähe des Shennongjia-Waldes proklamiert wurde, zeigte sich ein verstärktes öffentliches Interesse an der Existenz des Yeren. Binnen kurzer Zeit organisierten sich Gruppen von Wissenschaftlern, Reportern und des Militärs, die mehrere großangelegte Suchaktionen starteten und die Bevölkerung der Region zu dem Kryptiden befragten. Tatsächliche Hinweise auf dessen Existenz blieben trotz des Umfangs des Unterfangens aus.
Angebliche Yeren-Kadaver wurden bei Untersuchungen durchgehend als bekannte Affenarten identifiziert. So wurde beispielsweise im Jahr 1980 die Meldung herausgegeben, man hätte die Existenz des Yeren anhand von in Sole konservierten Händen eines 1957 geschossenen Exemplars nachgewiesen. Später konnten diese jedoch eindeutig einem Makaken zugeordnet werden.
Daher wird der Yeren allgemein als Fabelwesen und nicht als real existierende Primatenart angesehen. Ursächlich für die Yeren-Legende könnten sowohl in der Antike wie auch in der Neuzeit Sichtungen des Goldstumpfnasenaffen sein, die im Nachhinein verklärt worden sind.
Einige Kryptozoologen machen darauf aufmerksam, dass der Yeren-Mythos wie auch der um den Yeti und andere Affenmenschen auf bis in die historische Zeit überlebende Gigantopithecus-Populationen zurückgehen könnte. Diese großen Menschenaffen sind fossil in der Volksrepublik China nachgewiesen. Die jüngsten Funde wurden auf ein Alter von 100.000 Jahren datiert. Die vermeintliche Größe des Yeren und sein häufig beschriebenes rotes Fell führten außerdem zu der Vermutung, dass es sich bei ihm um eine bisher unentdeckte Art von Orang-Utan auf dem asiatischen Festland handeln könnte.